# Salaspils (Lager)

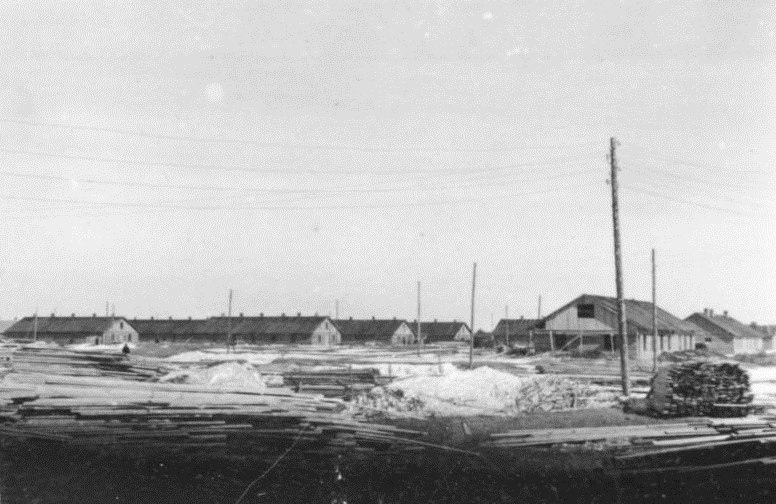
Ansicht des Lagers, Aufnahme einer SS-Propagandakompanie, 1941

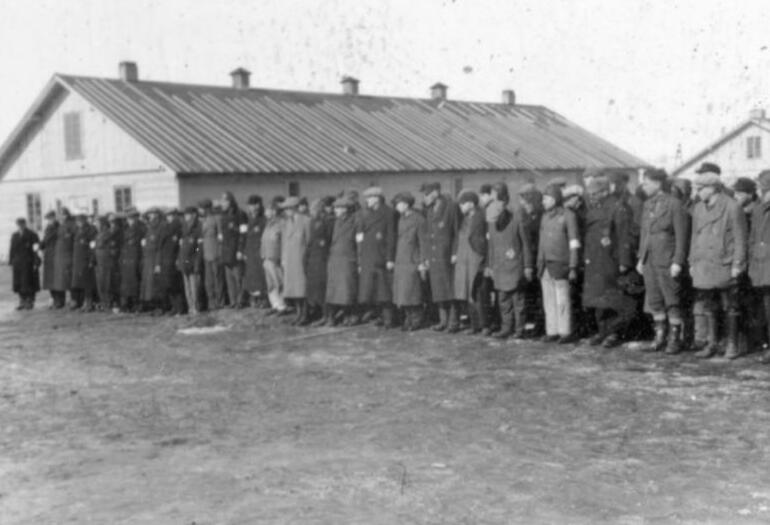
Häftlingsappell, Aufnahme einer SS-Propagandakompanie vom 22. Dezember 1941

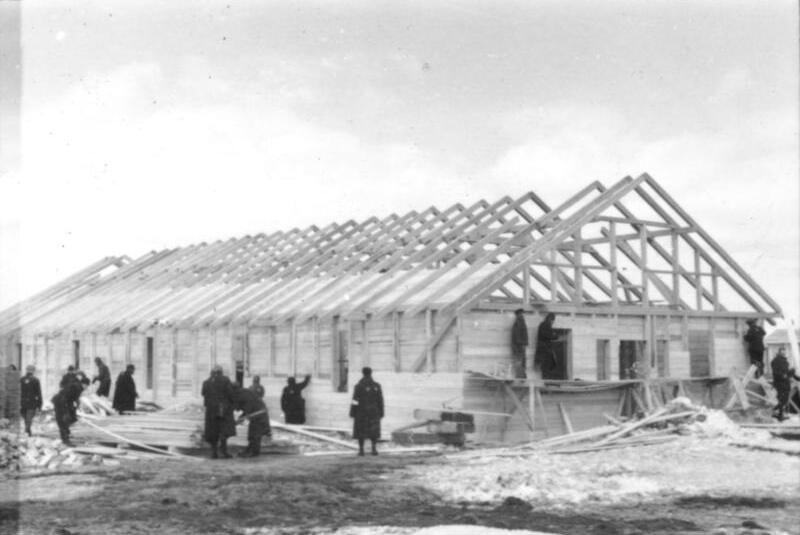
Jüdische Gefangene beim Bau einer Holzbaracke, Aufnahme einer SS-Propagandakompanie vom 22. Dezember 1941

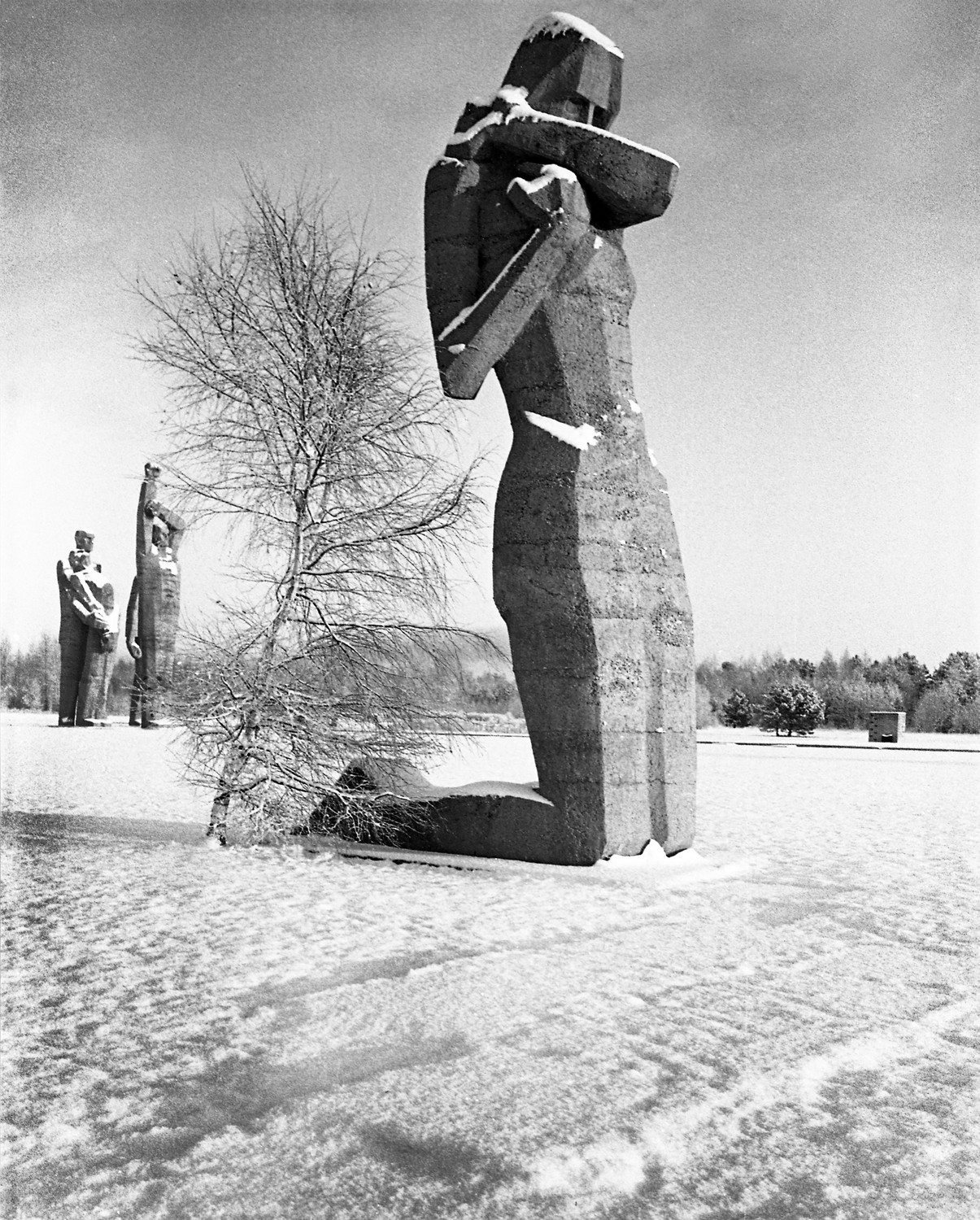
Skulpturen von Ļevs Bukovskis in der 1967 errichteten Gedenkstätte (Foto von 1975)

Das Erweiterte Polizeigefängnis und Arbeitserziehungslager Salaspils wurde Ende 1941 18 km südöstlich von Riga errichtet. Es wurde auch als Lager Kurtenhof nach einem Gutshof nördlich von Salaspils geführt. Es war Teil des deutschen Konzentrationslager-Komplexes, in dem die Gefangenen unter unmenschlichen Bedingungen Zwangsarbeit zu verrichten hatten. Obwohl formal gesehen nicht der Inspektion der Konzentrationslager unterstehend, findet sich häufig auch die Bezeichnung KZ Salaspils. Ende September 1944 wurde das Lager aufgelöst; die Häftlinge wurden mit Schiffen in das Konzentrationslager Stutthof verbracht.

## Planungen und Lagerbau
SS-Sturmbannführer Rudolf Lange, zunächst der Einsatzgruppe A beigeordnet, ab Dezember 1941 Kommandeur der Sicherheitspolizei und des SD für den Generalbezirk Lettland und kurz darauf Teilnehmer der Wannseekonferenz, plante im Oktober 1941, in Salaspils eine Polizeihaftstätte und ein Lager für deutsche Juden einzurichten. Im Auftrag von Rudolf Lange richtete ab Oktober 1941 SS-Obersturmführer Gerhard Maywald zwanzig Kilometer südöstlich von Riga in der Nähe der Düna das Arbeitslager Salaspils ein. Der Ort war durch die Eisenbahnverbindung Riga – Daugavpils gut erreichbar; die Häftlinge sollten beim Torfabbau eingesetzt werden. Auch sämtliche „in Riga und Lettland übriggebliebene Juden“ sollten hier konzentriert werden, Männer und Frauen getrennt um „eine weitere Vermehrung zu verhindern“.
Nachdem überraschend eintreffende erste Transporte mit deutschen Juden, die im Oktober 1941 vom ursprünglichen Zielort Minsk nach Riga umgeleitet worden waren, noch nicht in Salaspils aufgenommen werden konnten, wurden die Insassen des ersten Transportes, 1053 Berliner Juden, nach dem Eintreffen sofort beim Massaker von Rumbula erschossen. Die folgenden vier Transporte wurden im KZ Jungfernhof oder wenig später im „freigemachten“ Ghetto Riga untergebracht.
Das Lagergelände wurde im Oktober 1941 von sowjetischen Kriegsgefangenen aus dem Salaspilser Zweiglager Stalag 350/Z1 des Rigaer Stammlagers 350 und von deportierten tschechischen sowie wenigen deutschen Juden vom KZ Jungfernhof planiert. Mitte Januar 1942 arbeiteten beim Ausbau des Lagers mindestens 1.000 Juden mit, die größtenteils aus dem Ghetto Riga herbeigeschafft waren. Unzureichende Unterbringung und sanitäre Verhältnisse, Mangelernährung und strenge Kälte verursachten eine außerordentlich hohe Sterblichkeit.
Eine neue Planung vom Februar 1942 sah den Ausbau des Lagers für 15.000 Menschen vor, um vorerst die aus dem Reich stammenden deutschen Juden aufzunehmen, die dann Ende des Sommers „weiter abgeschoben“ werden sollten. Ein Teil könne schon vorher als „erweitertes Polizeigefängnis“ benutzt werden, später das Lager ganz als „Polizeihaftlager des Kommandeurs der Sicherheitspolizei und des SD in Riga“ und zudem als „Arbeitserziehungslager“ dienen. Auch dieser Plan wurde nicht so umgesetzt. Der Reichsführer SS Heinrich Himmler erwog 1943 kurzzeitig, das Lager förmlich zum Konzentrationslager umzuwandeln und dem Reichssicherheitshauptamt zu unterstellen, doch dazu kam es nicht.

## Beschreibung und Lagerleitung
Das umzäunte Gelände hatte die Form eines etwa 500 m × 375 m großen Rechteckes. An den Seiten befanden sich 6 Wachtürme und im Zentrum ein größerer Turm. Etwa die Hälfte des Lagerbereiches wurde als „Wirtschaftsbereich“ genutzt. Im anderen Teil befanden sich im Herbst 1942 ca. 15 von 45 geplanten standardmäßigen Baracken, in denen 1.800 politische Häftlinge untergebracht waren.
Das „erweiterte Polizeigefängnis und Arbeitserziehungslager“ unterstand dem „Kommandeur der Sicherheitspolizei und des SD in Lettland“ Rudolf Lange. Nach dessen eigenem Bekunden war es einem deutschen Konzentrationslager vergleichbar „sowohl hinsichtlich der Gestaltung des Arbeitseinsatzes und der Behandlung der Häftlinge, wie auch hinsichtlich der Art der Häftlinge.“ In der Praxis berichtete der Lagerkommandant täglich persönlich an Lange, der üblicherweise bei der Vollstreckung von Todesurteilen im Lager anwesend war. Als Kommandanten des Lagers fungierten SS-Oberscharführer R. Nickel, später SS-Obersturmführer Kurt Krause. Ausführende Gewalt im Lager war der von den Häftlingen wegen seiner Grausamkeit „Stukass“ genannte Rottenführer Otto Heinrich Tekemeier. Daneben hatten noch einige weitere Deutsche Funktionen im Lager inne. Die eigentliche Verwaltung hatten jedoch die Häftlinge, beaufsichtigt durch Angehörige des lettischen SD selbst zu erledigen. Die äußere Bewachung und Besetzung der Wachtürme erfolgte bis Ende 1943 durch zwei Kompanien des sogenannten Kommando Arājs danach durch das lettische Polizeibataillon 320-W (Schutzmannschaften) und nach einem größeren Gefangenenausbruch unter Beteiligung der Wachen durch Angehörige des litauischen SD.
Die Eingeschlossenen wurden zu schwerer Strafarbeit gezwungen. Neben Arbeiten in den lagereigenen Werkstätten, wurden vor allem in den Gipssteinbrüchen von Saurieši, den nahen Torfstichen und beim Bau des Flugplatzes von Spilve Häftlinge eingesetzt. Einzelne Arbeitskommandos wurden aber auch zu verschiedenen Orten nach Riga und dem Umland verfrachtet.

## Häftlinge
Ende 1942 befanden sich dort hauptsächlich politische Gefangene, die zuvor ohne Gerichtsurteil durch Schutzhaftbefehl in das Rigaer Zentralgefängnis eingewiesen worden waren. Außerdem internierte Ausländer sowie lettische Rückkehrer aus altrussischem Gebiet, die politisch überprüft werden sollten. Ferner saßen „Arbeitsverweigerer“ und straffällig gewordene Angehörige der Schutzmannschaften dort ein.
Im Lager befanden sich nur noch vereinzelt jüdische Personen, die als Spezialisten (Zahnärzte, Mechaniker etc.) zu arbeiten hatten; viele waren verstorben oder entkräftet nach Riga zurückgebracht worden. Dokumente belegen, das Ende 1942 auf besonderen Befehl Langes 12 Juden aus dem Rigaer Ghetto ins Lager Salaspils überführt wurden, möglicherweise weil diese die britische Staatsbürgerschaft besaßen.
Wegen des Herannahens der Roten Armee wurden bis zum Herbst 1944 der Großteil der politischen Gefangenen in andere Konzentrationslager, insbesondere das KZ Stutthof verbracht. Angehörige der lettischen Legion, die hauptsächlich wegen Desertation, Entfernung von der Truppe oder dem Versuch, sich der Rekrutierung zu entziehen einsaßen, wurden zur größten Gruppe unter den Gefangenen. Der litauische General Povilas Plechavičius war ab Mai 1944 mit seinem Stab hier interniert. Aus den Lagerinsassen wurden später Bau- und 2 Strafbataillone gebildet. Wegen der Auflösung des benachbarten Kriegsgefangenenlagers Stalag 350, wurden im August 1944 etwa 500 nicht marschfähige Rotarmisten ins Lager gebracht und später völkerrechtswidrig erschossen.
Kinder im Lager Salaspils
Als Folge der zwischen Januar bis März 1943 durchgeführten „Bandenbekämpfungsaktion“ (Operation Winterzauber) im lettisch-russischen Grenzgebiet wurden 2.288 Personen nach Salaspils verschleppt, das zu dieser Zeit mit 1.990 Häftlingen belegt war. Unter den neu eingewiesenen Personen befanden sich etwa 1.100 so genannte „Bandenkinder“, die größtenteils ohne ihre erwachsenen Angehörigen aufgegriffen worden waren. Die Kinder sollten in Heime und Waisenhäuser verlegt werden; arbeitsfähige Jugendliche sollten auf Bauernhöfe vermittelt werden. Nach anderen Plänen sollten Kinder in einer abgesonderten Abteilung des Lagers Majdanek untergebracht werden; tatsächlich wurden sie später in das „Jugendverwahrlager Litzmannstadt“ eingewiesen.
Wegen einer Fleckfieberinfektion und einer Lagersperre verblieben diese Kinder jedoch längere Zeit in völlig verwahrlostem Zustand in einer gesonderten Baracke im Lager Salaspils, wo „mehrere hundert eines elenden Todes starben.“ Nach Angaben einer sowjetischen „Außerordentlichen Staatskommission zur Untersuchung der deutsch-faschistischen Verbrechen“ von 1946 sollen hingegen im „Kinderlager“ von Salaspils etwa 12.000 Kinder inhaftiert gewesen sein, von denen mindestens 7.000 jüdische Kinder benutzt wurden, um deren Blut als Konserven in deutschen Lazaretts einzusetzen.
Diese Behauptungen sind von den jüngsten deutschen Veröffentlichungen nicht übernommen worden und gehen mit deren Darstellung nicht überein. Die Materialien der „Außerordentlichen Staatskommission“ werden vielmehr wegen ihrer „relativ pauschalen Schätzungen zu Opferzahlen“ und ihres „starr vorgegebenen Untersuchungsschemas“ kritisiert. 

## Opferzahlen
Neueren Forschungen zufolge durchliefen etwa 23.000 Häftlinge in der Zeit seines Bestehens das Lager. Wobei etwa die Hälfte der Zahl auf kurzfristige „Transitgefangene“ aus Anti-Partisanenoperationen (insb. Operation Winterzauber in Weißrussland und Operation Sommerreise in Latgale) entfällt. Neben den deutsch-jüdischen Opfern während der Aufbauphase kamen weitere 2.000 bis 3.000 Menschen hier um, wobei der Anteil von Kindern und Jugendlichen aus den „Bandengebieten“ besonders hoch sein soll. Als Teil des deutschen Konzentrationslager-Komplexes folgte für viele dem Aufenthalt in Salaspils die Überstellung in andere Lager, wo sie dann den Tod fanden.
Ein Grund für die unterschiedlichen Angaben zu den Opferzahlen kann darin bestehen, dass in Salaspils zwei Lager existierten:
- das „Arbeits- und Erziehungslager Salaspils“
- das Zweiglager Stalag 350/Z

Wenige Kilometer vom Lager Salaspils entfernt kam es 1941 im Wald von Rumbula zur Erschießung von 25.000 Juden. 2002 wurde auch an dieser Stelle eine Gedenkstätte eingerichtet.

## Nachgeschichte

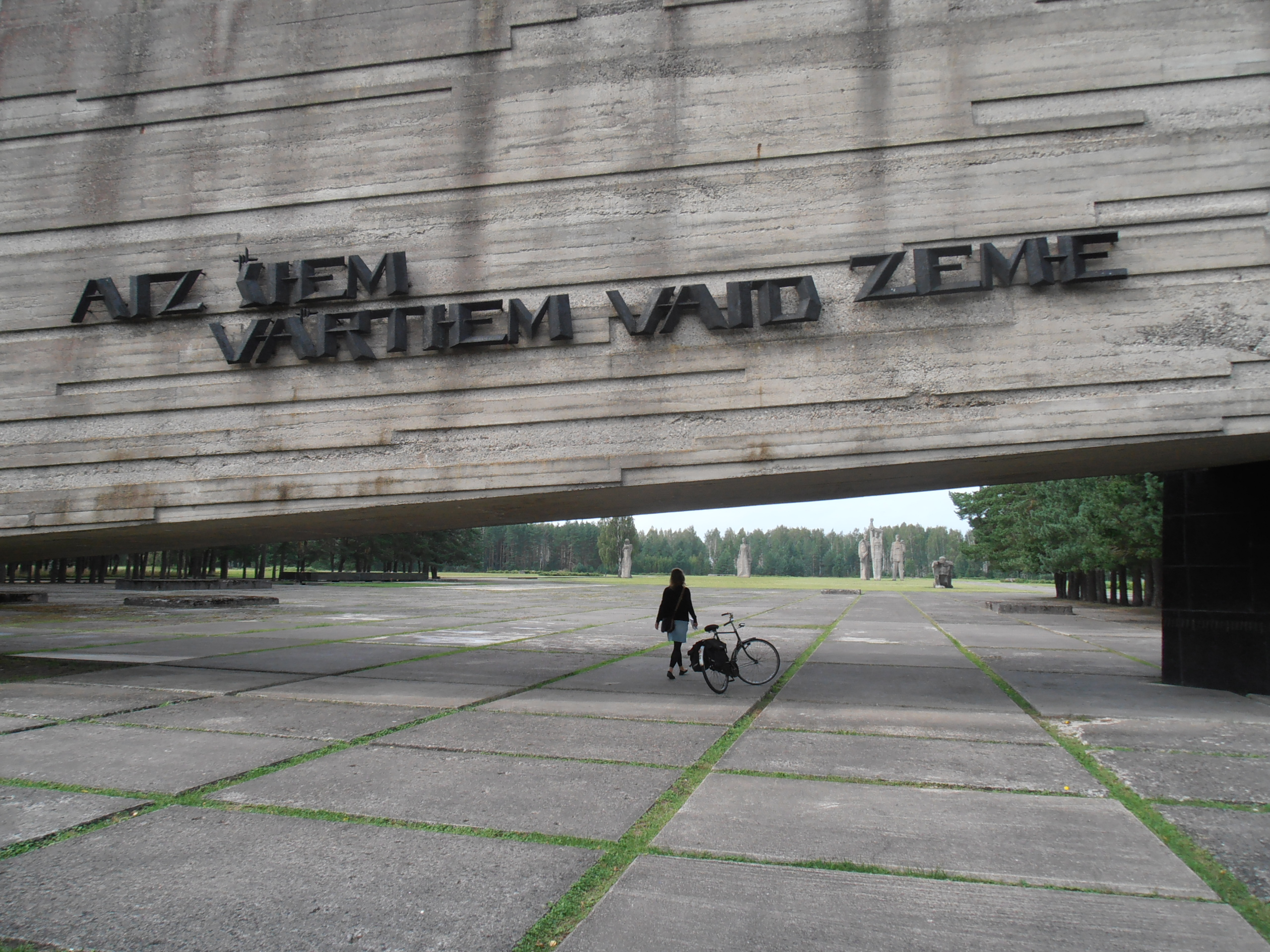
Eingang zur heutigen Gedenkstätte

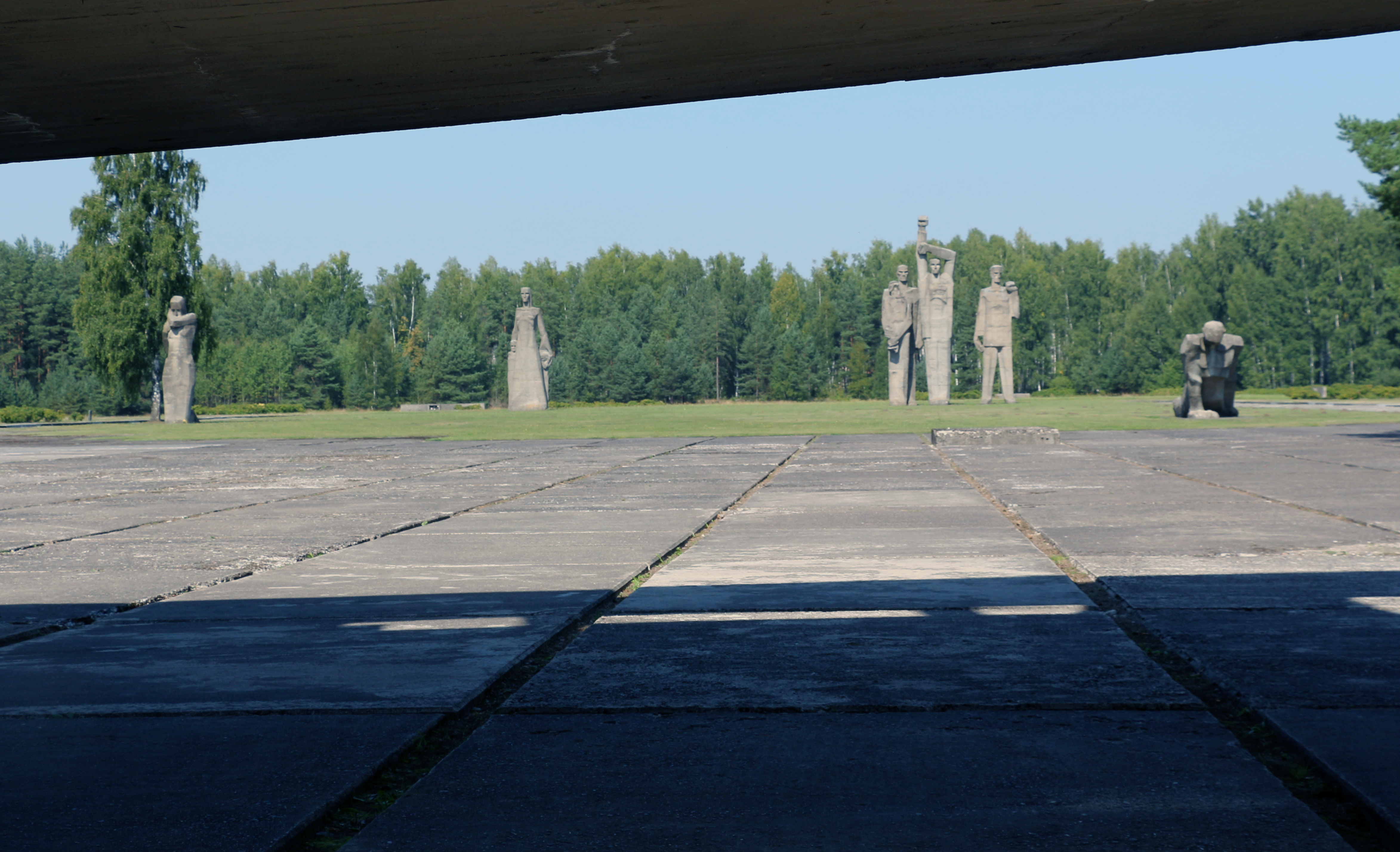
Platz der Gedenkstätte (Ļevs Bukovskis u. a., 1961–1967)

Ende September 1944 hörte das Lager auf zu bestehen. Beim Eintreffen der Roten Armee am 11. Oktober waren die meisten Gebäude niedergebrannt worden. Eine sowjetische Außerordentliche Staatliche Kommission befasste sich mit den Vorgängen im Lager. Ab dem Jahre 1949 wurde in Deutschland gegen verantwortliche Täter im Rigaer Ghetto, im KZ Jungfernhof und in Salaspils ermittelt. Einige Angeklagte wurden zu lebenslanger Haftstrafe verurteilt.
Das Gelände lag bis in die 1960er Jahre brach und war Teil eines Truppenübungsplatzes. Um diese Zeit wurde beschlossen an drei Orten des ehemaligen Reichskommissariates Ostland zentrale Gedenkstätten für die Opfer der Nationalsozialistischen Terrorherrschaft zu errichten. Es waren dies Trostinez bei Minsk, das Fort IX bei Kaunas sowie Salaspils.
Die monumentale Gedenkstätte von 1967 beinhaltet einen Ausstellungsraum, mehrere Skulpturen und einen Marmorblock, in welchem ein Metronom an den Herzschlag der Toten erinnert und eingemeißelte Striche die Tage des Leidens zählen.
Zeitgleich mit dem Bau des Monuments wurde die sowjetische Geschichtsschreibung an die Erfordernisse der Propaganda angepasst. Angaben von bis zu 100.000 Toten, Gaskammern und ähnlichem wurden von neueren Forschungen nicht bestätigt.
Zur Zeit der Sowjetunion hatte die russische Gruppe Singende Gitarren (russ. Поющие гитары) dem Kinderlager das Lied Salaspils (russ. Саласпилс) gewidmet.